# 라스트 도그맨
《라스트 도그맨》(Last Of The Dogmen)은 미국에서 제작된 탭 머피 감독의 1995년 모험, 서부 영화이다. 톰 베린저 등이 주연으로 출연하였고 조엘 B. 마이클스 등이 제작에 참여하였다. 이 영화는 앨버타, 브리티시컬럼비아, 그리고 멕시코에서 촬영되었다.

## 출연

### 주연
- 톰 베린저
- 바바라 허쉬

### 조연
- 커트우드 스미스
- 스티브 리비스
- 앤드루 밀러

## 기타
- 미술: 트레버 윌리엄스
- 의상: 엘자 잠파렐리
- Ass-PD: 토머스 헤드만
- 배역: 아만다 맥키 존슨
- 배역: 캐시 샌드리치